# Louis Vuitton
Louis Vuitton Malletier, cunoscut ca Louis Vuitton (franceză: [lwi vɥiˈtɔ̃]), sau prescurtat ca LV, este o casă de modă franceză fondată în 1854 de Louis Vuitton. Monograma LV a casei de modă apare pe majoritatea produselor variind de la cufere de lux și articole din piele la prêt-à-porter, pantofi, ceasuri, bijuterii, accesorii, ochelari de soare și cărți. Louis Vuitton este una dintre cele mai mari case de modă internaționale; își vinde produsele prin buticuri proprii, departamente închiriate în magazine de lux și prin intermediul secțiunii de comerț electronic de pe site-ul său.
Șase ani consecutiv(2006-2012), Louis Vuitton a fost numit cel mai valoros brand de lux din lume. Evaluarea din 2012 ajuns la 25,9 miliarde de dolari. În 2013, brandul a fost evaluat la 28,4 miliarde de dolari cu vânzări de aproximativ 9,4 miliarde de dolari. Louis Vuitton activează în 50 de țări cu peste 460 de magazine în toată lumea.

## Colaborare
Louis Vuitton a colaborat cu naziștii în timpul ocupării Franței de către Germania. Cartea franceză ,,Louis Vuitton", o saga franceză, scrisă de jurnalistul francez Stephanie Bonvicini și publicată de Paris-based Editions Fayard, povestește cum membrii familiei Vuitton au ajutat în mod activ la guvernul marionetă condus de Marshal Philippe Pétain și au ajutat la  creșterea averii lor de la afacerile lor cu germanii. Familia a înființat o fabrică dedicată producerii de artefacte, incluzând mai mult de 2.500 de busturi.

### 2001-2011
- Până în 2001, Stephen Sprouse în colaborare cu Marc Jacobs a creat o linie de genți Vuitton, ediție-limitată. Câteva piese mai valoarese au fost disponibile doar pe lista V.I.P a lui Louis Vuitton. De asemenea, Jacob a creat și brățara talisman, prima bijuterie de la LV, în același an.
- În 2002, colecția de ceasuri Tambour a fost introdusă în brand. În același an magazinul Louis Vuitton din Tokio a fost deschis.
- În 2004, Louis Vuitton a sărbătorit cea de a150-a aniversare. Brandul a inaugurat magazine în New York, São Paulo, Mexico City, Cancun și Johannesburg. De asemenea, a inaugurat și primul magazin global în Shanghai.
- În 2005, Lv a redeschis magazinul de pe  Champs-Élysées, Paris. În 2006 s-a inaugurat magazinul pe al șaptelea etaj al său.
- În 2010, Louise Vuitton inaugurează, ceea ce ei numesc, cel mai luxos magazin în Londra.